# Hirano (métro d'Osaka)
Pour les articles homonymes, voir Hirano.
Hirano (平野駅, Hirano-eki) est une station du métro d'Osaka sur la ligne Tanimachi, située dans l'arrondissement de Hirano à Osaka.

## Situation sur le réseau
La station Hirano est située au point kilométrique (PK) 23,2 de la ligne Tanimachi.

## Histoire
La station a été inaugurée le 27 novembre 1980.

## Services aux voyageurs

### Accès et accueil
La station est ouverte tous les jours.

### Desserte
- Ligne Tanimachi :
  - voie 1 : direction Yaominami
  - voie 2 : direction Dainichi

### Intermodalité
La gare de Hirano (ligne Yamatoji) est située à proximité de la station.

## Dans les environs
- Dainembutsu-ji
- Sanctuaire Kumata-jinja (ja)
- Temple Chōhō-ji (Osaka) (ja)
- Temple Senkō-ji